# Trampin'
Trampin' es el noveno álbum de la cantante, compositora y poetisa estadounidense Patti Smith, lanzado al mercado el 27 de abril de 2004 por el sello discográfico Columbia Records. La revista Rolling Stone colocó el álbum entre su lista de los 50 mejores álbumes de 2004.

## Lista de canciones

### Disco 1
| N.º | Título               | Compositor                                 | Duración |
| --- | -------------------- | ------------------------------------------ | -------- |
| 1   | "Jubilee"            | Patti Smith, Lenny Kaye, Jay Dee Daugherty | 4:43     |
| 2   | "Mother Rose"        | Smith, Tony Shanahan                       | 4:56     |
| 3   | "Stride of the Mind" | Smith, Oliver Ray                          | 3:37     |
| 4   | "Cartwheels"         | Smith, Kaye                                | 6:01     |
| 5   | "Gandhi"             | Smith, Kaye, Daugherty, Shanahan, Ray      | 9:21     |
| 6   | "Trespasses"         | Smith, Daugherty                           | 5:00     |
| 7   | "My Blakean Year"    | Smith                                      | 5:16     |
| 8   | "Cash"               | Smith, Ray                                 | 4:20     |
| 9   | "Peaceable Kingdom"  | Smith, Shanahan                            | 5:09     |
| 10  | "Radio Baghdad"      | Smith, Ray                                 | 12:17    |
| 11  | "Trampin'"           | traditional                                | 2:56     |

### Disco (edición 2CD)
| #  | Título                       | Compositor                                 | Duración |
| -- | ---------------------------- | ------------------------------------------ | -------- |
| 1  | "Jubilee"                    | Patti Smith, Lenny Kaye, Jay Dee Daugherty | 5:03     |
| 2  | "Break It Up"                | Smith, Tom Verlaine                        | 3:55     |
| 3  | "Beneath the Southern Cross" | Kaye, Smith                                | 6:38     |
| 4  | "25th Floor"                 | Smith, Ivan Kral                           | 6:57     |
| 5  | "Cash"                       | Smith, Oliver Ray                          | 4:26     |
| 6  | "Seven Ways of Going"        | Smith                                      | 8:17     |
| 7  | "Dancing Barefoot"           | Smith, Kral                                | 6:26     |
| 8  | "Free Money"                 | Smith, Kaye                                | 4:59     |
| 9  | "Gandhi"                     | Smith, Kaye, Daugherty, Tony Shanahan, Ray | 10:38    |
| 10 | "Peaceable Kingdom"          | Smith, Shanahan                            | 5:45     |
| 11 | "Gloria"                     | Smith, Van Morrison                        | 9:24     |

## Personal
Banda
- Patti Smith – voz, clarinete
- Lenny Kaye – guitarras
- Jay Dee Daugherty – batería, percusión, guitarra
- Oliver Ray – guitarra, farfisa, dirección artística, diseño
- Tony Shanahan – bajo, teclados, órgano hammond, coros

Personal adicional
- Gail Marowitz – dirección artística, diseño
- Greg Calbi – masterización
- Jesse Smith – piano
- Joe Hogan – asistente
- Melodie McDaniel – fotografía
- Patrick McCarthy – mezclas
- Rebecca Wiener – violín
- Tom Gloady – asistente

## Posicionamiento
| Lista (2004)                   | Posición |
| ------------------------------ | -------- |
| Austria                        | 49       |
| Bélgica                        | 33       |
| Francia                        | 23       |
| Alemania                       | 36       |
| Italia                         | 19       |
| Países Bajos                   | 73       |
| Noruega                        | 18       |
| Suecia                         | 16       |
| Suiza                          | 48       |
| Reino Unido (UK Albums Chart)  | 70       |
| Estados Unidos (Billboard 200) | 123      |

## Ediciones
| Región  | Fecha                   | Discográfica     | Formato | Nº de catálogo |
| ------- | ----------------------- | ---------------- | ------- | -------------- |
|         | 27 de abril de 2004     | Columbia Records | CD      | 90330          |
| Francia | 27 de noviembre de 2004 | Columbia Records | CD      | 5189372        |